# Anthony LaPaglia

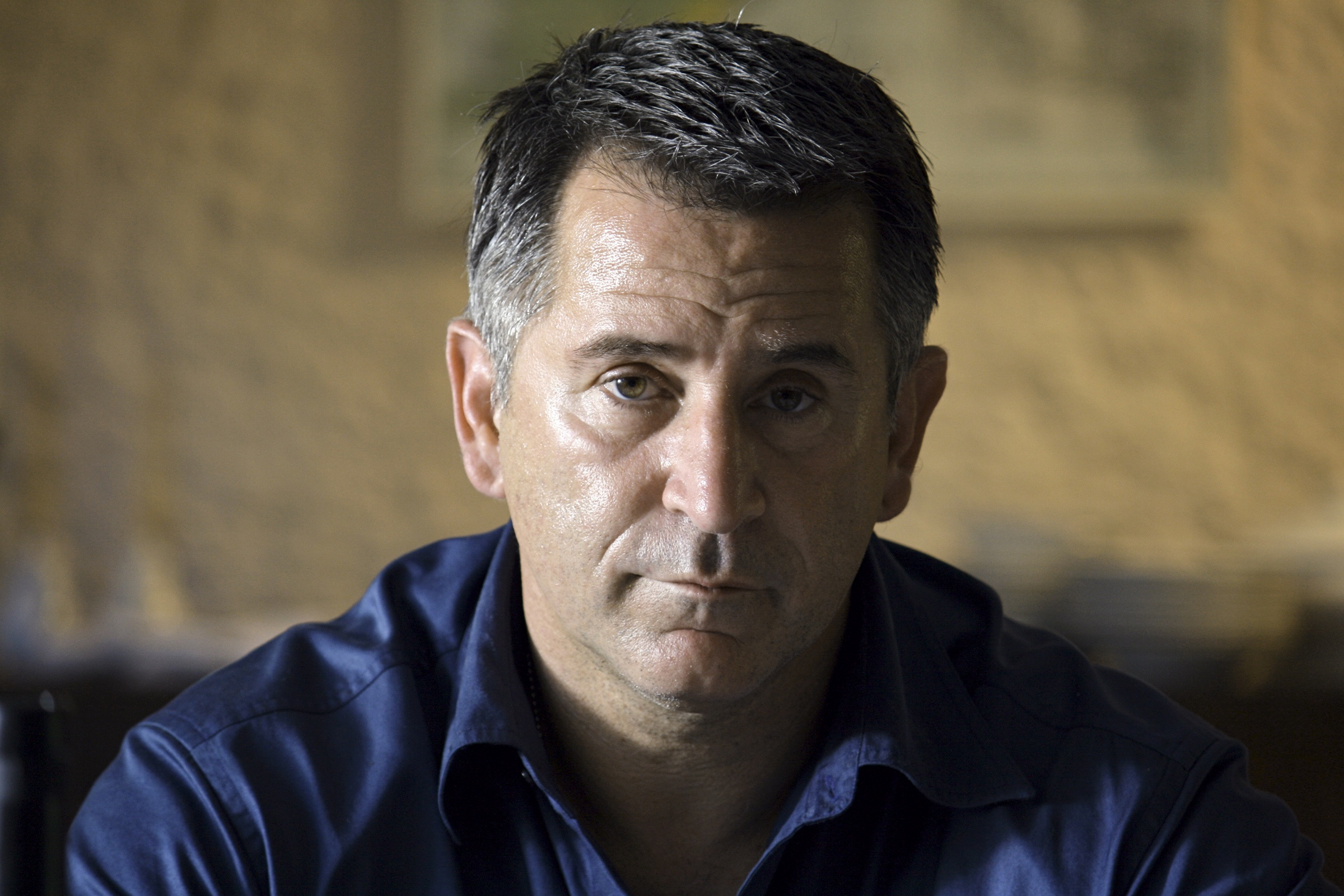
Anthony LaPaglia (2008)

Anthony LaPaglia (* 31. Januar 1959 in Adelaide, South Australia) ist ein australischer Schauspieler.

## Leben
Anthony LaPaglias Vater ist Italiener und seine Mutter Niederländerin. Anthony ist der älteste von drei Brüdern, von denen der jüngste, Jonathan LaPaglia, ebenfalls Schauspieler ist.
Er verließ Australien und ging in die Vereinigten Staaten, wo er zunächst als Lehrer arbeitete und Gelegenheitsjobs wahrnahm, die ihn alle nicht zufrieden stellten. Im Alter von 25 Jahren begann er mit der Schauspielerei. Sein Durchbruch gelang ihm dabei in einem Broadway-Stück namens Bouncer, in dem er acht verschiedene Charaktere verkörperte. Den Höhepunkt seiner Theaterkarriere erreichte LaPaglia 1998 mit dem Tony Award für die beste Schauspielerleistung in der Wiederaufführung von Arthur Millers A View from the Bridge.
Er hatte zahlreiche Gastauftritte in Fernsehserien, bevor er 1988 seine erste Titelrolle in einem Kinofilm erhielt. Seitdem dreht er sowohl in den Vereinigten Staaten als auch in Australien. Dabei wirkte er neben zahlreichen Krimis auch häufig in Ensemble- und Independentfilmen mit, wie Großstadtsklaven von James Ivory, Empire Team, Steve Buscemis Regiedebüt Trees Lounge – Die Bar, in der sich alles dreht, Spike Lees Summer of Sam, Woody Allens Sweet and Lowdown, den Kostümfilm Haus Bellomont und The Salton Sea. In Cuba Libre stellte er Fidel Castro dar. Zu den australischen Filmen, in denen er mitwirkte, gehören der Coming-of-Age-Film Das Geheimnis der Alibrandis und Lantana. Bei Balibo war LaPaglia auch Mitproduzent. In den Krimiserien Murder One und Without a Trace – Spurlos verschwunden spielt er Hauptrollen, eine wiederkehrende Nebenrolle übernahm er in Frasier.
1998 heiratete er Gia Carides, 2003 kam die gemeinsame Tochter zur Welt. 2015 trennte er sich von seiner Ehefrau. LaPaglia ist außerdem Mitbesitzer des Fußballklubs Sydney FC und Präsident des US-amerikanischen Fußballamateurvereins Hollywood United F.C.

## Filmografie (Auswahl)
- 1985: Unglaubliche Geschichten (Amazing Stories, Fernsehserie, Folge 1x05: The Mission)
- 1987: Kalt wie Stahl (Cold Steel)
- 1988: Nitti – Der Bluthund (Frank Nitti: The Enforcer)
- 1989: Großstadtsklaven (Slaves of New York)
- 1990: Criminal Justice (Fernsehfilm)
- 1990: Familienehre (Betsy’s Wedding)
- 1990: Ein gesegnetes Team (Father Dowling Mysteries, Fernsehserie, Folge 2x01)
- 1991: Na typisch! (He Said, She Said)
- 1991: Selbstjustiz – Ein Cop zwischen Liebe und Gesetz (One Good Cop)
- 1992: Bloody Marie – Eine Frau mit Biß (Innocent Blood)
- 1992: Stimmen im Dunkel (Whispers in the Dark)
- 1993: Liebling, hältst Du mal die Axt? (So I Married an Axe Murderer)
- 1994: Past Tense – Abgründe der Leidenschaft (Past Tense)
- 1994: Der Klient (The Client)
- 1994: Lifesavers – Die Lebensretter (Mixed Nuts)
- 1994: New York Killer – Die Kunst des Tötens (Killer)
- 1995: Das Empire Team (Empire Records)
- 1995: Das Chamäleon (Chameleon)
- 1996: Trees Lounge – Die Bar, in der sich alles dreht (Trees Lounge)
- 1996–1997: Murder One (Fernsehserie, 18 Folgen)
- 1997: Alles Unheil kommt von oben (Commandments)
- 1998: Phoenix – Blutige Stadt (Phoenix)
- 1999: Summer of Sam
- 1999: Sweet and Lowdown
- 1999: Meyer Lansky – Amerikanisches Roulette (Lansky)
- 1999: Black and Blue – Du entkommst mir nicht (Black and Blue)
- 2000: Cuba libre
- 2000: Das Geheimnis der Alibrandis (Looking for Alibrandi)
- 2000: Haus Bellomont (The House of Mirth)
- 2000: Es begann im September (Autumn in New York)
- 2000–2004: Frasier (Fernsehserie, 8 Folgen)
- 2001: Lantana
- 2001: The Bank – Skrupellos und machtbesessen (The Bank)
- 2002: Alle lieben Lucy (I’m with Lucy)
- 2002: The Salton Sea
- 2002: Reine Nervensache 2 (Analyze That)
- 2002: The Guys
- 2002: Dead Heat – Tödliches Rennen (Dead Heat)
- 2002–2009: Without a Trace – Spurlos verschwunden (Without a Trace, Fernsehserie, 160 Folgen)
- 2006: Played – Abgezockt (Played)
- 2008: CSI: Den Tätern auf der Spur (CSI: Crime Scene Investigation, Fernsehserie, Folge 8x06)
- 2009: Balibo
- 2010: Die Legende der Wächter (Legend of the Guardians: The Owls of Ga'Hoole, Stimme)
- 2013: Crazy Kind of Love
- 2014: Stephen King’s A Good Marriage (A Good Marriage)
- 2014: Big Stone Gap
- 2015: The Eichmann Show
- 2015: Holding the Man
- 2016: The Code (Fernsehserie, 6 Folgen)
- 2017: Annabelle 2 (Annabelle: Creation)
- 2017: Riviera (Fernsehserie, 9 Folgen)
- 2017: Bad Blood (Fernsehserie, 6 Folgen)
- 2021: Nitram
- 2023: Florida Man